# Prag
| system                            | oddział          | piętro  | wiek (mln lat) |
| --------------------------------- | ---------------- | ------- | -------------- |
| karbon                            | wczesny missisip | turnej  | młodsze        |
| dewon                             | górny            | famen   | 372,2–358,9    |
| dewon                             | górny            | fran    | 382,7–372,2    |
| dewon                             | środkowy         | żywet   | 387,7–382,7    |
| dewon                             | środkowy         | eifel   | 393,3–387,7    |
| dewon                             | dolny            | ems     | 407,6–393,3    |
| dewon                             | dolny            | prag    | 410,8–407,6    |
| dewon                             | dolny            | lochkow | 419,2–410,8    |
| sylur                             | przydol          | przydol | starsze        |
| Podział według ICS, wrzesień 2023 |                  |         |                |

Prag (ang. Pragian)
- w sensie geochronologicznym – drugi wiek epoki dewonu wczesnego, trwający około 4 miliony lat (od 411,2 ± 2,8 do 407,0 ± 2,8 mln lat temu). Prag jest młodszy od lochkowu a starszy od emsu.

- w sensie chronostratygraficznym – środkowe piętro dewonu dolnego, leżące powyżej lochkowu, a poniżej emsu. Nazwa pochodzi od Pragi – stolicy Czech. Stratotyp dolnej granicy pragu znajduje się w kamieniołomie Homolka (Velka Chuchle – południowo-zachodnia część Pragi). Granica oparta jest na pierwszym pojawieniu się konodonta Eognathodus sulcatus sulcatus Philip, 1965.